# 툴른안데어도나우

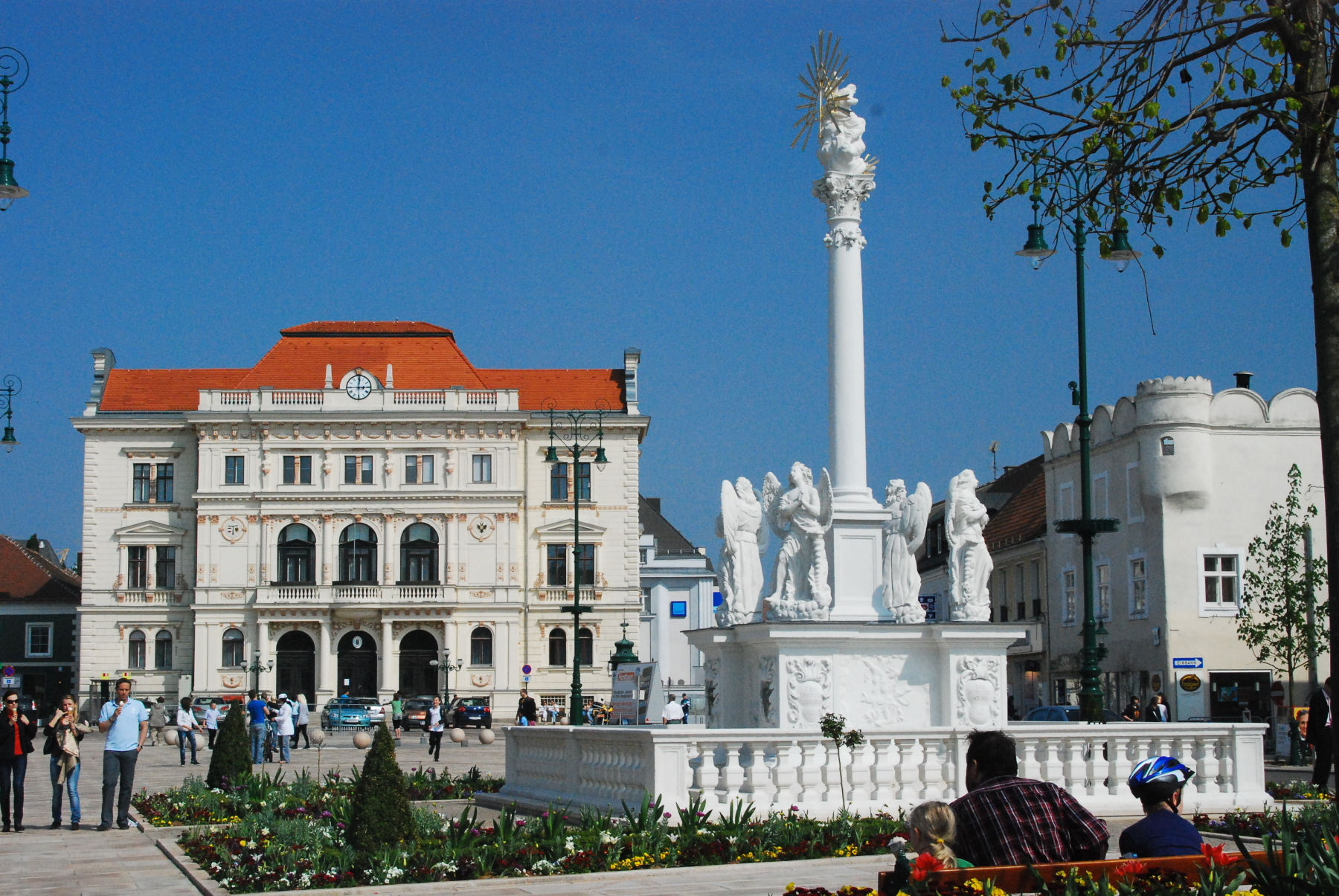
툴른안데어도나우 광장

툴른안데어도나우(독일어: Tulln an der Donau)는 오스트리아 니더외스터라이히주에 위치한 도시로 면적은 72.23km2, 높이는 180m, 인구는 16,040명(2016년 1월 1일 기준), 인구 밀도는 220명/km2이다.
오스트리아의 수도인 빈에서 북서쪽으로 약 40km 정도 떨어진 곳에 위치하며 도나우강 남안과 접한다. 공원과 정원이 많기 때문에 "꽃의 도시"라는 별칭으로 부르기도 한다.